# Achsenwinkel
Das Wort Achsenwinkel α kommt aus der X/Y-Stereofonieaufnahmetechnik (Intensitätsstereofonie), bei der das Stereomikrofon, (das theoretisch aus zwei an einem Punkt befindenden Richtmikrofonen besteht) aus eben auf diesem Winkel zueinander eingestellt werden kann. 
Es ist immer der Gesamtwinkel zwischen den Hauptachsen der beiden Mikrofonsysteme mit ihrer bei X/Y üblicherweise gleichen Richtcharakteristik gemeint. Dieser Winkel wurde von Dickreiter und weiteren Tontechnikautoren auch mit „Öffnungswinkel“ oder „Versatzwinkel“ bezeichnet, wobei teilweise nicht der Winkel zwischen den Mikrofonen, sondern der Aufnahmewinkel, also der Winkel des Aufnahmebereichs so bezeichnet wurde und manchmal auch der halbe Winkel gemeint war. Dieses führt zur Verwirrung. Darum ist zu empfehlen, nur den Begriff „Achsenwinkel“ zu verwenden. Auch der halbe Winkel mit dem Namen „Versatzwinkel“, bei dem nur der halbe Achsenwinkel gemeint ist, trägt nicht zur Klarheit bei.
Diese Bezeichnung Achsenwinkel kann auch auf Mikrofonsysteme angewendet werden, wie sie bei der Äquivalenzstereofonie zum Beispiel als ORTF-Stereosystem vorkommen, bei dem der Achsenwinkel α = ± 55° = 110° beträgt. Beim NOS-Stereosystem und beim EBS-Stereosystem ist der Achsenwinkel α = ± 45° = 90°.